# Zwiastowice
Zwiastowice (dodatkowa nazwa w j. niem. Schwesterwitz) – wieś w Polsce, położona w województwie opolskim, w powiecie prudnickim, w gminie Głogówek. Historycznie leży na Górnym Śląsku, na ziemi prudnickiej. Położona jest na terenie Kotliny Raciborskiej, będącej częścią Niziny Śląskiej. Przepływa przez nią rzeka Stradunia.
W latach 1975–1998 miejscowość należała administracyjnie do ówczesnego województwa opolskiego.
Według danych na 2011 wieś była zamieszkana przez 230 osób.
Przysiółkiem wsi jest Mikulsko.

## Geografia

### Położenie
Wieś jest położona w południowo-zachodniej Polsce, w województwie opolskim, około 16 km od granicy z Czechami, w zachodniej części Kotliny Raciborskiej. Należy do Euroregionu Pradziad. Leży na terenie Nadleśnictwa Prudnik (obręb Prudnik). Przez granice administracyjne wsi przepływa rzeka Stradunia.

### Środowisko naturalne
W Zwiastowicach panuje klimat umiarkowany ciepły. Średnia temperatura roczna wynosi +8,4 °C. Duże zróżnicowanie dotyczy termicznych pór roku. Średnie roczne opady atmosferyczne w rejonie Zwiastowic wynoszą 633 mm. Dominują wiatry zachodnie.
| SIMC    | Nazwa    | Rodzaj     |
| ------- | -------- | ---------- |
| 0494060 | Mikulsko | przysiółek |

## Nazwa
Nazwa wsi pochodzi od imienia Zwiast. Wieś po raz pierwszy zanotowana w dokumencie z 1223 roku w zlatynizowanej, staropolskiej formie „Zuesloua”. Niemiecki historyk Colmar Grünhagen w komentarzach do tego dokumentu z roku 1866 podaje także inne nazwy miejscowości: zlatynizowane Zuestoua i Zuestona oraz zgermanizowaną Schwesterwitz.
W alfabetycznym spisie miejscowości na terenie Śląska wydanym w 1830 roku we Wrocławiu przez Johanna Knie wieś występuje pod polską nazwą Siostrowic oraz niemiecką Schwesterwitz. Topograficzny opis Górnego Śląska z 1865 roku notuje wieś pod polską nazwą Swiastowice, a także zgermanizowaną Schwesterwitz we fragmencie: „Schwesterwitz (polnisch Siostrowice und Swiastowice)”.
9 września 1947 r. nadano miejscowości polską nazwę Zwiastowice.

## Historia
We wsi znajdują się stanowiska archeologiczne z epoki kamienia.

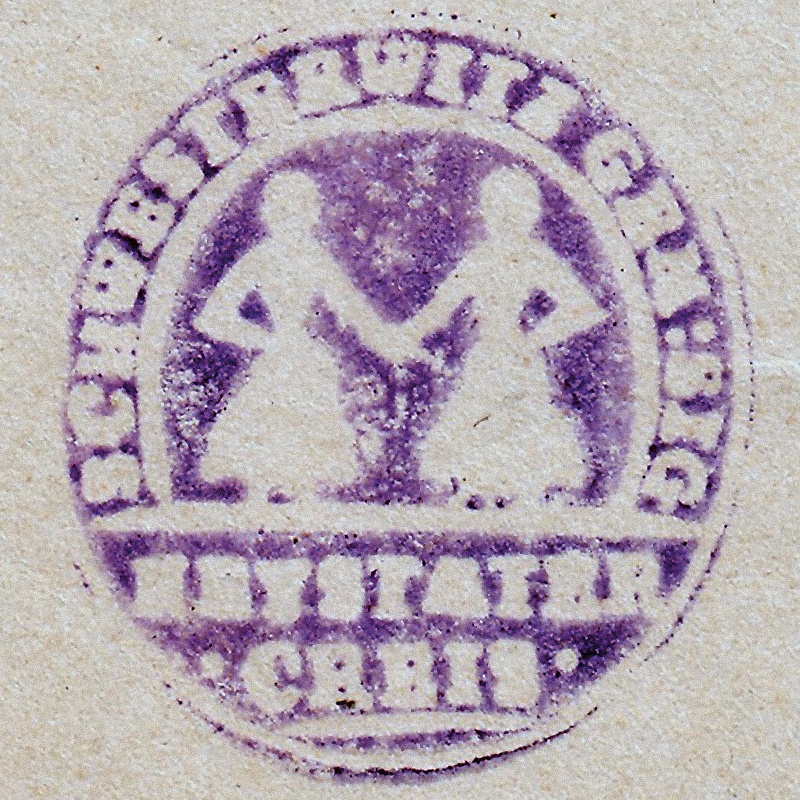
Pieczęć Zwiastowic (1903)

Pierwsze wzmianki o Zwiastowicach pochodzą z 8 września 1223 roku z łacińskiego dokumentu wydanego przez biskupa wrocławskiego Wawrzyńca. Wieś została założona przez zakon cystersów w Kazimierzu. W 1562 właścicielem Zwiastowic był Krzysztof Warkocz (Warkotsch) z Nieszkowic.

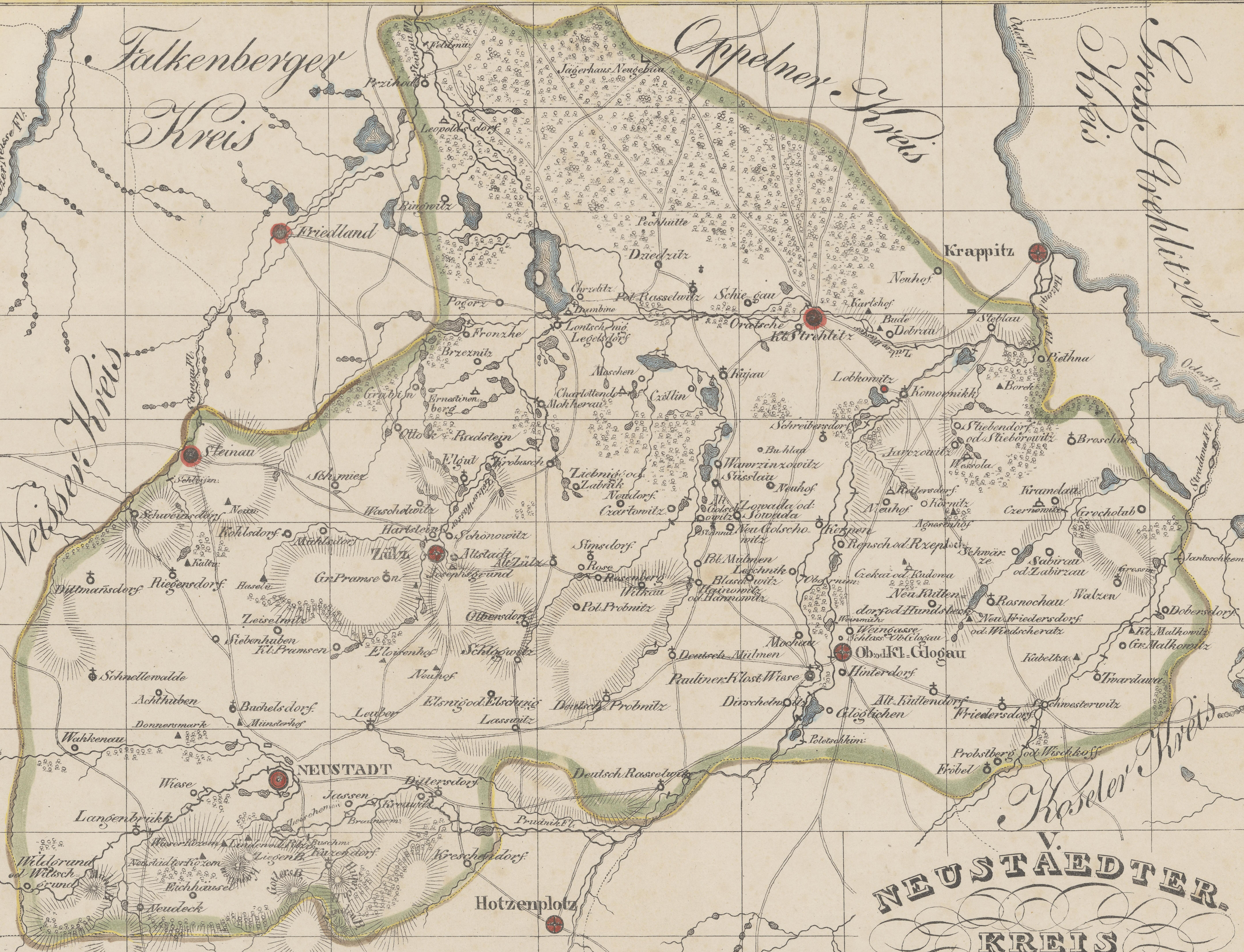
Zwiastowice (Schwesterwitz) wśród miejscowości ziemi prudnickiej na mapie z XIX wieku

Do 1742 wieś należała do powiatu sądowego głogóweckiego w Monarchii Habsburgów. Po I wojnie śląskiej znalazła się w granicach Królestwa Prus i weszła w skład powiatu prudnickiego w prowincji Śląsk. W 1810 Zwiastowice przestały być własnością cystersów. W 1818 roku wieś liczyła folwark, 12 rolników, 19 ogrodników, 4 małych rolników i młyn wodny. Właściciel Zwiastowic Graf von Harrach z Rozkochowa, w 1830 założył nowy folwark o nazwie Oberhof. Miejscowa szkoła podstawowa (ob. świetlica wiejska) została wybudowana w 1838. Około 1850 majątek w Zwiastowicach był własnością Ernsta von Seherr-Thossa. W 1853 poświęcona została kaplica Nawiedzenia Najświętszej Marii Panny w Zwiastowicach. Wieś posiadała swoją własną pieczęć, która przedstawiała w polu dwie kobiety trzymające się za ręce, a w otoku napis: SCHWESTERWITZ GEM: SIG / NEYSTAETER CREIS (pol. Gmina Zwiastowice / Powiat Prudnicki).

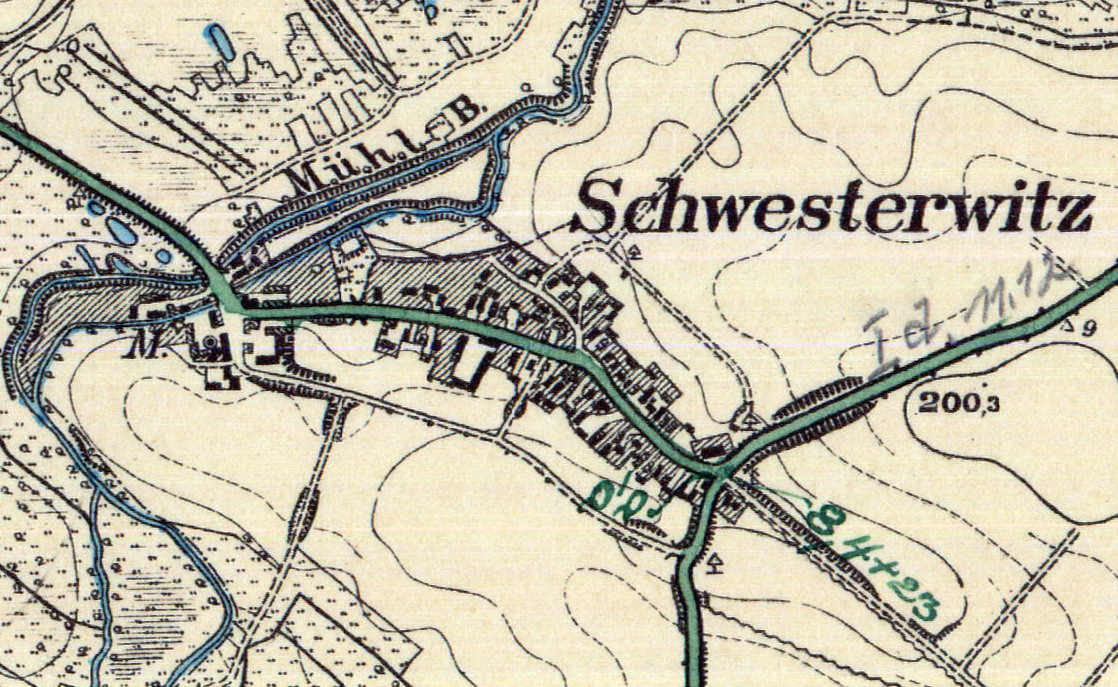
Zwiastowice na mapie z 1913

W okolicach Zwiastowic wydobywano torf. Według spisu ludności z 1 grudnia 1910, na 416 mieszkańców Zwiastowic 21 posługiwało się językiem niemieckim, 382 językiem polskim, a 3 było dwujęzycznych. Po I wojnie światowej na bokach krzyża przy kaplicy Nawiedzenia Najświętszej Marii Panny w Zwiastowicach umieszczone zostały tablice upamiętniający mieszkańców wsi, którzy zginęli podczas niej.

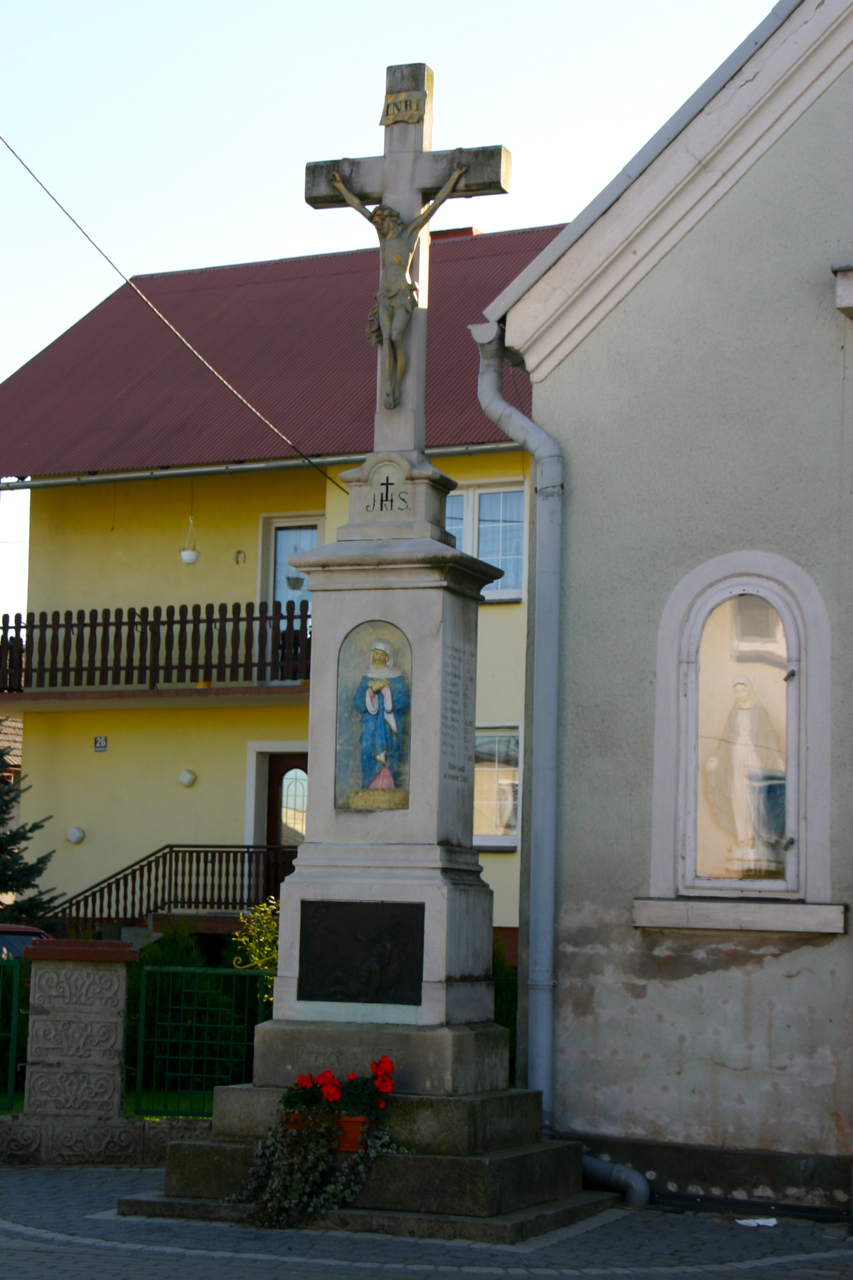
Krzyż przy kaplicy zawierający spis mieszkańców wsi, którzy zginęli podczas I wojny światowej

W 1921 w zasięgu plebiscytu na Górnym Śląsku znalazła się tylko część powiatu prudnickiego. Zwiastowice znalazły się po stronie wschodniej, w obszarze objętym plebiscytem. Do głosowania uprawnionych było w Zwiastowicach 288 osób, z czego 234, ok. 81,2%, stanowili mieszkańcy (w tym 231, ok. 80,2% całości, mieszkańcy urodzeni w miejscowości). Oddano 282 głosy (ok. 97,9% uprawnionych), w tym 281 (99,6%) ważne; za Niemcami głosowało 219 osób (77,9%), a za Polską 62 osób (22,1%).
W 1934 w Zwiastowicach została założona jednostka ochotniczej straży pożarnej. Podczas II wojny światowej, w marcu 1945 wieś była jedną z miejscowości powiatu prudnickiego, które zostały przystosowane przez Niemców do obrony przed Armią Czerwoną. W jej rejonie zbudowano umocnienia typu polowego. Zajęli ją zmierzający do Prudnika żołnierze 1 Frontu Ukraińskiego.
Od marca do maja 1945 powiat prudnicki znajdował się pod kontrolą radzieckiej komendantury wojskowej. 11 maja 1945 polska administracja przejęła władzę cywilną w powiecie prudnickim. Mieszkańcom Zwiastowic, posługującym się dialektem śląskim bądź znającym język polski, pozwolono pozostać we wsi po otrzymaniu polskiego obywatelstwa.
W latach 1945–1950 Zwiastowice należały do województwa śląskiego, a od 1950 do województwa opolskiego. W latach 1945–1954 wieś należała do gminy Biedrzychowice, w latach 1954–1959 do gromady Twardawa, a w latach 1959–1972 do gromady Biedrzychowice. Podlegała urzędowi pocztowemu w Głogówku.
Kompleks folwarczny ze słodownią i browarem w Zwiastowicach, którego właścicielem do 1945 był Karol Marx, został upaństwowiony i przekazany państwowemu ośrodkowi hodowli zarodowej, a w dawnej słodowni urządzono biura. W latach 80. XX wieku w budynku wydzielono pięć mieszkań. W latach 70. XX wieku w Zwiastowicach odnotowano jeden z najbardziej intensywnych ruchów budowlanych w powiecie prudnickim.
W 2011 Zwiastowice przystąpiły do Programu Odnowy Wsi Opolskiej. W 2014 oddano do użytku nową remizę ochotniczej straży pożarnej. 1 października 2021 Rada Miejska w Głogówku przyjęła uchwałę o wystąpieniu o zniesienie urzędowej nazwy przysiółka Zwiastowice w Zwiastowicach. Przysiółek znajdował się w wykazie urzędowych nazw miejscowości, jednak nieznana była jego lokalizacja i nie posiadał mieszkańców. Starostwo Powiatowe w Prudniku wydało pozytywną opinię. Z dniem 1 stycznia 2023 nazwa przysiółka została zniesiona.
Podczas powodzi 15 września 2024 rzeka Stradunia szeroko rozlała się na łąkach przy wjeździe do Zwiastowic od strony Biedrzychowic. Następnego dnia wezbrana woda przelała się przez wał we wsi.

## Mieszkańcy
Miejscowość zamieszkiwana jest przez mniejszość niemiecką oraz Ślązaków. Mieszkańcy wsi posługują się gwarą prudnicką, będącą odmianą dialektu śląskiego.

### Liczba mieszkańców wsi
- 1871 – 328[40]
- 1885 – 340[41]
- 1905 – 341[42]
- 1910 – 346[43]
- 1933 – 452[44]
- 1939 – 449[44]
- 1966 – 253[45]
- 1998 – 280[46]
- 2002 – 271[46]
- 2009 – 228[46]
- 2011 – 230[46]
- 2013 – 220[47]

## Zabytki

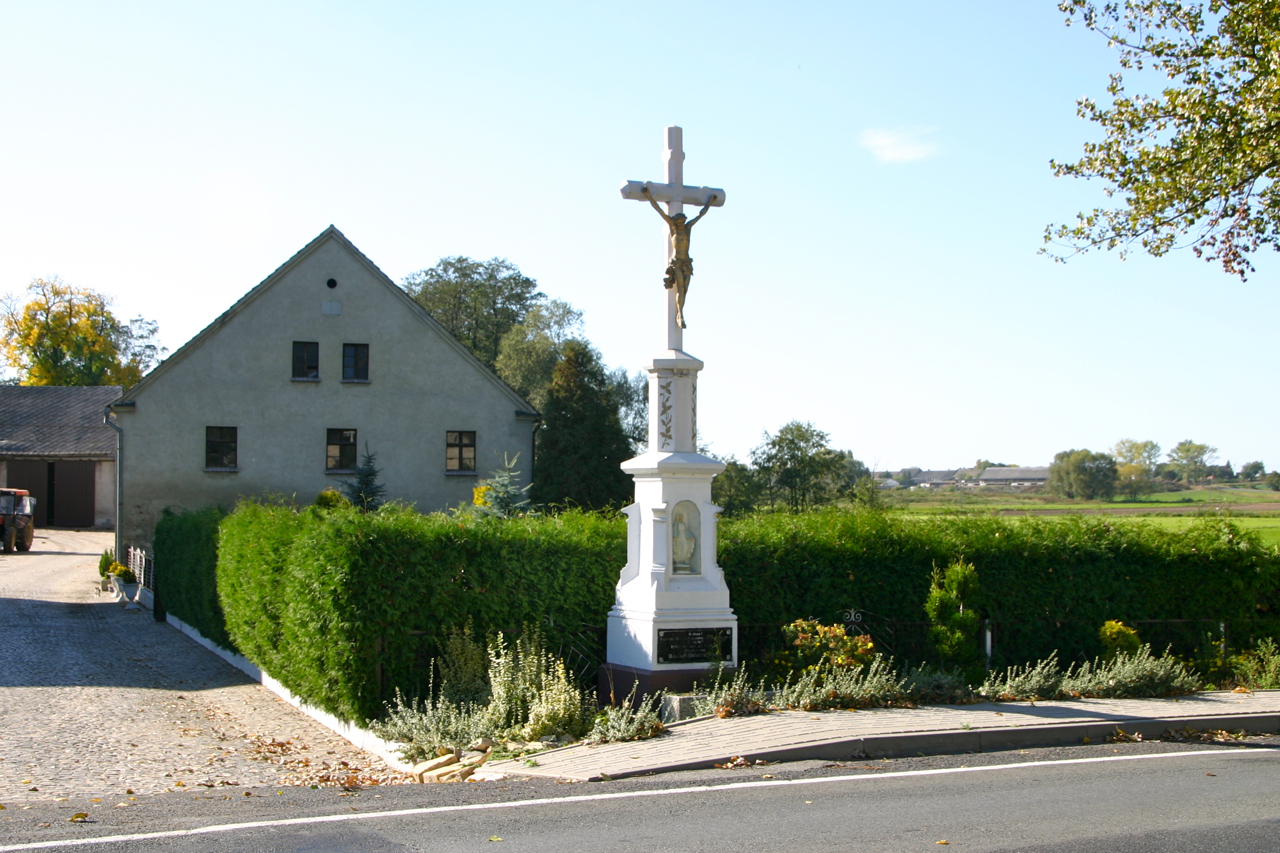
Krzyż przydrożny

Do wojewódzkiego rejestru zabytków wpisane są:
- kaplica pw. Najświętszej Panny Marii, zabytkowa z 1853 r.
- kapliczka przydrożna, z 1857 r., nie istnieje
- zabudowania folwarku z 1825 r.:
  - dom
  - spichlerz
- dom nr 33, z XIX w. (nie istnieje)

Zgodnie z gminną ewidencją zabytków w Zwiastowicach chronione są ponadto:
- dom mieszkalny w zagrodzie, nr 1
- dom mieszkalny w zespole dawnej fabryki Marxa, nr 2
- szkoła, ob. świetlica, nr 4
- dom mieszkalny nr 12
- dom mieszkalny (wycużny) nr 12B
- folwark, nr 49; 50; 51 (Mikulsko)

## Pomniki i obiekty upamiętniające
- Pomnik poległych w I wojnie światowej – pomnik przy drodze głównej przy kaplicy w Zwiastowicach powstały w latach 20. XX wieku jako upamiętnienie mieszkańców wsi, którzy polegli w I wojnie światowej[50].

## Transport

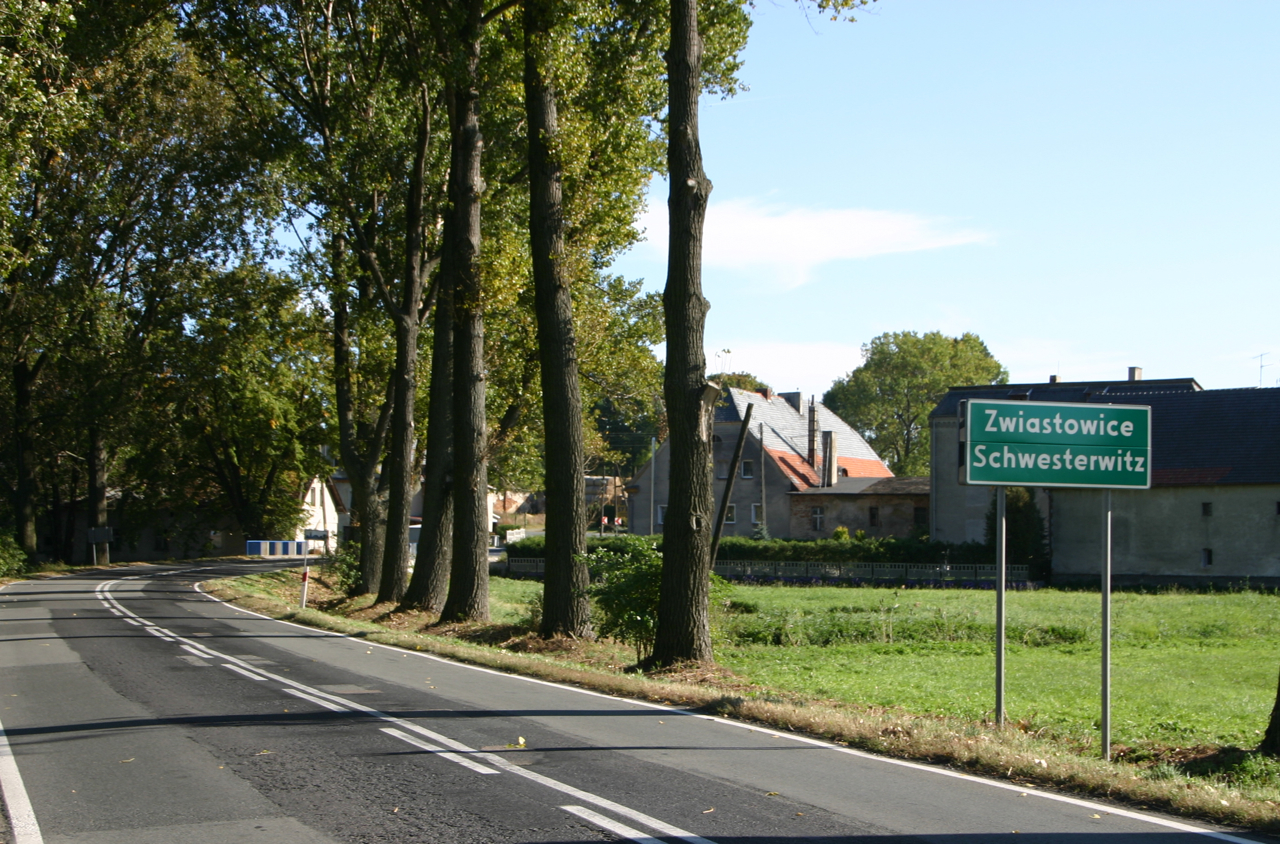
Wjazd do Zwiastowic od strony Biedrzychowic (DK 40)

### Transport drogowy
Przez Zwiastowice przebiega droga krajowa:
- 40 Głuchołazy – Prudnik – Kędzierzyn-Koźle – Pyskowice

W zarządzie Wydziału Drogownictwa Starostwa Powiatowego w Prudniku znajduje się droga powiatowa nr 1211O relacji Zwiastowice – Ucieszków.
Zwiastowice posiadają połączenia autobusowe z Głogówkiem, Głuchołazami, Kędzierzynem-Koźlem, Prudnikiem, Twardawą. We wsi znajdują się dwa przystanki autobusowe – „Zwiastowice 01”, „Zwiastowice 02”.

### Transport kolejowy
W rejonie miejscowości przebiega linia kolejowa nr 137, łącząca Katowice z Legnicą przez Gliwice, Kędzierzyn-Koźle, Prudnik, Nysę, Świdnicę i Strzegom. Najbliższa stacja kolejowa znajduje się w Twardawie.

## Kultura
W Zwiastowicach działa Niemieckie Koło Przyjaźni (Deutscher Freundeskreis) – oddział terenowy Towarzystwa Społeczno-Kulturalnego Niemców na Śląsku Opolskim.

## Religia
Katolicy ze Zwiastowic należą do parafii św. Małgorzaty Dziewicy i Męczennicy w Twardawie (dekanat Gościęcin). We wsi znajduje się kaplica Nawiedzenia Najświętszej Maryi Panny.

## Turystyka
Oddział PTTK „Sudetów Wschodnich” w Prudniku ustanowił turystyczną Odznakę Krajoznawczą Ziemi Prudnickiej, którą zdobywa się poprzez zwiedzenie odpowiedniej liczby obiektów w miejscowościach położonych na ziemi prudnickiej, w tym w Zwiastowicach.

## Bezpieczeństwo
W zakresie ochrony przeciwpożarowej oraz innych miejscowych zagrożeń w Zwiastowicach działa jednostka Ochotniczej Straży Pożarnej.
Miejscowość jest pod opieką dzielnicowego rejonu służbowego nr 11 Komendy Powiatowej Policji w Prudniku (Komisariat Policji w Głogówku).
Teren wsi, jak i całej gminy Głogówek, położony jest w strefie nadgranicznej w związku z czym Straż Graniczna dysponuje, na tym obszarze, specjalnymi kompetencjami w zakresie bezpieczeństwa. Gminę Głogówek obejmuje zasięgiem służbowym placówka Straży Granicznej w Opolu ze Śląskiego Oddziału SG.

## Ludzie związani ze Zwiastowicami
- Paulfranz Grzimek (1859–1912) – adwokat, notariusz, radca prawny, ojciec Bernharda Grzimka, urodzony w Zwiastowicach